# Lithocarpus mekongensis
Lithocarpus mekongensis là một loài thực vật có hoa trong họ Cử. Loài này được (A.Camus) C.C.Huang & Y.T.Zhang mô tả khoa học đầu tiên năm 1992.